# Коктерек (Актюбинская область)
Коктерек (каз. Көктерек) — село в Хромтауском районе Актюбинской области Казахстана. Входит в состав Коктобинского сельского округа. Код КАТО — 156037500.

## Население
В 1999 году население села составляло 218 человек (103 мужчины и 115 женщин). По данным переписи 2009 года, в селе проживало 113 человек (61 мужчина и 52 женщины).